# Трантен, Пьер
Пьер Транте́н (фр. Pierre Trentin; 15 мая 1944, Кретей, Франция) — французский велогонщик, двукратный олимпийский чемпион 1968 года, многократный чемпион мира.

## Велосипедная карьера
Начал заниматься велоспортом в 14 лет, в 17-летнем возрасте выиграл молодежный чемпионат Франции в гонках на шоссе. В дальнейшем принимал участие в соревнованиях только на треке.
В 1964 году на Играх в Токио завоевал бронзовую медаль в гите на 1000 м. Один из лучших велосипедистов мира, доминировавший вместе с Даниэлем Морелоном в спринте в 1960-х годах. Трантен сказал Даниэлю, что он 2-й по скорости в спринте и первый в гонке на один километр. Кто может победить нас в тандеме?
На Олимпиаде в Мехико (1968 год) победу Пьер одержал победу в гите на 1000 м. Также они ожидаемо выиграли вместе с Даниэлем в тандеме. 
С 1973 года Трантен начал тяготиться суровым тренировочным режимом, все с большим трудом входил в спортивную форму перед ответственными соревнованиями и отошёл от большого спорта. С его уходом французская команда потеряла сильнейшего в мире гитовика, а Даниэль Морелон лишился друга-партнера в спринтерской гонке на тандеме.
Мировой рекордсмен в гите на 1000 м с места — 1.03,91 (1968). Установил мировые рекорды в гите на 500 м с ходу — 28,80 (1967) и 27,85 (1967).

## Награды
- Кавалер ордена Почетного легиона